# Vorstendom Polotsk
Het vorstendom Polotsk (Witrussisch: Полацкае княства; Russisch: Полоцкое княжество) was een middeleeuws vorstendom van de vroege Oostelijke Slaven. Het werd beschouwd als een van de samenstellende vorstendommen in het Kievse Rijk, zij het met een grote mate van autonomie.
Het werd gevestigd door de Polotsjanen, een deelstam van de Krivitsjen, nabij de huidige Wit-Russische stad Polatsk aan de Westelijke Dvina.
De vroegste vermelding dateert uit het midden van de 9e eeuw, als onderdeel van het vorstendom Novgorod. 
In de tweede helft van de 10e eeuw werd Polotsk bestuurd door een eigen dynastie. De eerst vermelde heerser was de semi-legendarische Varjaagse clanleider Rogvolod (Ragnvald) (? - 978). Ragnvald is beter bekend als de vader van Ragnhild (Rogneda), echtgenote van Jaropolk I van Kiev. 
Het vorstendom was nauw betrokken bij een aantal opeenvolgende conflicten in de 11-12e eeuw en bij een oorlog met Novgorod. 
In de 13de eeuw werd het een deel van het grootvorstendom Litouwen. 
Op het moment van zijn grootste omvang strekte  het vorstendom over grote delen van noord- en midden Wit-Rusland en een deel van het zuidoosten van de huidige Letland, met inbegrip van Vitebsk, Droetsk, Minsk, Zaslawje, Lahojsk, Barysaw, Braslaw, en Koknese.

## Geschiedenis

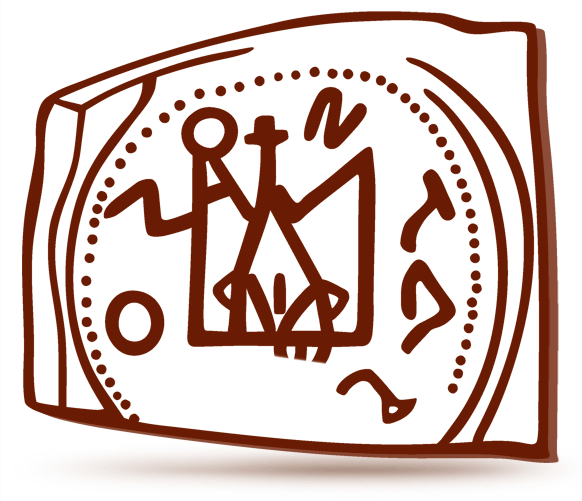
Zegel van Izjaslav van Polotsk

In de Nestorkroniek wordt Polotsk voor het eerst vermeld in 862, als een stad binnen het rijk van de Novgoroder Roes. 
De tweede vermelding is in 980. De kroniek meldt dat de heerser, de varangiër Ragnvald of Rogvolod, "van overzee kwam”. 
Nadat de vorst van Kiev, Svjatoslav in 972 stierf, was er een machtsstrijd tussen zijn twee zonen: Vladimir van Novgorod en Jaropolk van Kiev. Beiden vroegen politieke en militaire steun van Polotsk. Om dit te bereiken vroeg Vladimir Rogneda,  Rogvolod's  dochter ten huwelijk. Ze weigerde, hetgeen Polotsk een bondgenoot van Jaropolk maakte. Vladimir voerde daaroop oorlog tegen Polotsk. Volgens de kroniek veroverde hij de stad, doodde Ragnwald en nam Rogneda mee naar Kiev. Nadat Vladimir in 988 tot het christendom bekeerd was nam hij Anna Porphyrogenita als zijn vrouw. Hierdoor moest hij afstand doen van al zijn vorige vrouwen, met inbegrip van Rogneda. Deze ging daarop in het klooster onder de naam Anastasia. Zijzelf en haar zoon Izjaslav werden verbannen naar het land van Polotsk. Hiermee kwam het vorstendom onder de Oosters-orthodoxe Kerk.
Vanaf het eind van de 10e eeuw breidde Polotsk haar macht uit over haar westelijke buren, de Letgallen en Litouwers. In 1001 werd Izjaslav opgevolgd door zijn zoon Brjatsjislav. Onder zijn bewind probeerde Polotsk om afstand te nemen van Kiev. In 1020 veroverde Brjatsjislav Novgorod, maar verloor de stad daarna aan zijn oom Jaroslav de Wijze. De zoon van Brjatsjislav, Vseslav (1044-1101) profiteerde van de burgeroorlogen in Kiev om zijn eigen onafhankelijkheid te doen gelden. Gedurende deze tijd werd het vorstendom een belangrijk handelscentrum als doorvoerlocatie tussen Scandinavië en de landen van het Kievse Rijk. Noorse sagen beschrijven de stad als de zwaarst versterkte van het land van de Roes. 
Na de dood van Vseslav, volgend op zijn tijdelijke gevangenisstraf na de nederlaag in de slag aan de Nemiga, werd het vorstendom verdeeld tussen zijn zonen. Het werd versplinterd tot verschillende kleinere leengoederen: de vorstendommen Minsk, Vitebsk, Droetsk, Jersika en Koknese. Lokale vorsten streden tegen elkaar over de controle van Polotsk. Uiteindelijk kwamen de heersers van Vitebsk naar voren als winnaars. Ook het naburige vorstendom Smolensk claimde voor een korte periode de controle over een aantal landen van Polotsk.
Van 1119 tot 1158 lijkt er ongeveer 40 jaar lang een vrouw op de troon van Minsk te hebben gezeten en als volwaardig vorstin te hebben geregeerd. Haar voornaam is niet bekend, maar ze was de weduwe van Gleb Vseslavitsj (overleden in 1119) en de dochter van Jaropolk Izjaslavitsj, vandaar dat ze kniaginia ("koningin") Jaropolkovna van Minsk wordt genoemd in de Kievse Kroniek. Een veel latere, 17e-eeuwse bron beweerde dat ze 'Anastasia' heette, maar het bewijs daarvoor is zwak.
In het begin van de 13e eeuw nam de Duitse Orde aan de benedenloop van de Westelijke Dvina de macht over. De Litouwers dienden aanvankelijk als hulptroepen van Polotsk in de oorlogen met de Duitse Orde, maar na 1183 vestigden zij hun eigen staat. Na 1201 werd het kasteel van Riga de belangrijkste militaire basis van de Orde van de Zwaardbroeders. In 1209 veroverden de Duitse ridders de vorstendommen Jersika en Koknese. Hierdoor werd Polotsk gedwongen Duitse kooplieden vrije doorgang te verlenen, en een eind te maken aan de schatplicht van de Lijven. In 1227 werd Polotsk door Smolensk aan Riga afgestaan. Ook de heidense Litouwers begonnen zich te consolideren en de landen van het vorstendom aan te vallen. 
Het vorstendom Polotsk ontkwam aan de Mongoolse invasie van Kiev in 1237-1239. 
In 1240 werd Polotsk een vazalgebied van de Litouwse vorsten. 
Het werd in 1307 door Vytenis geannexeerd als een deel van het grootvorstendom Litouwen, hoewel het tot 1390 een zekere mate van lokale autonomie behield. Daarna werd het vorstendom opgeheven en het land werd deel van de Woiwode Polotsk.